# EN 417
EN 417 er en Europæisk standard med specifikationer til en engangsmetalbeholder til flaskegas med eller uden forskruning. Betegnelsen anvendes også fejlagtigt om beholdere, med hvad der kaldes 7/16" NS forskruning (Lindal ventil), på beholdere med butan og/eller butan/propan i transportabelt kogegrej beregnet til brug under vandring.